# سلفیت
عنوان‌ظاهری
سالفیت (به لاتین: Salfit) مرکز استان سلفیت در کرانه باختری است که در کشور فلسطین قرار دارد.